# Бибирешти (Бакау)
Бибирешти (рум. Bibirești) насеље је у Румунији у округу Бакау у општини Унгурени. Oпштина се налази на надморској висини од 208 m.

## Становништво
Према подацима из 2002. године у насељу је живело 922 становника, од којих су сви румунске националности.